# QEK Junior

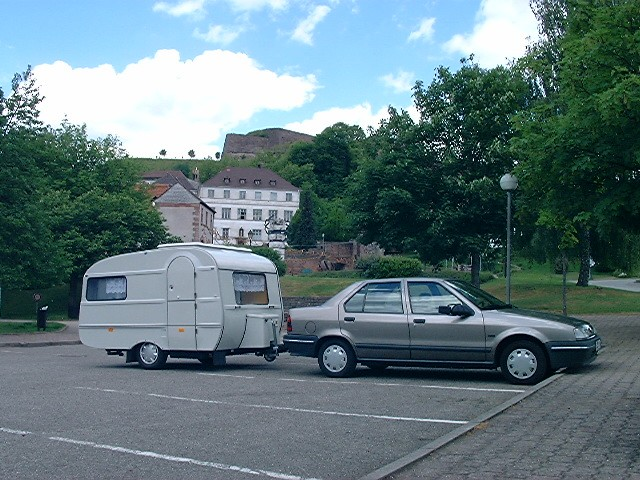
QEK Junior

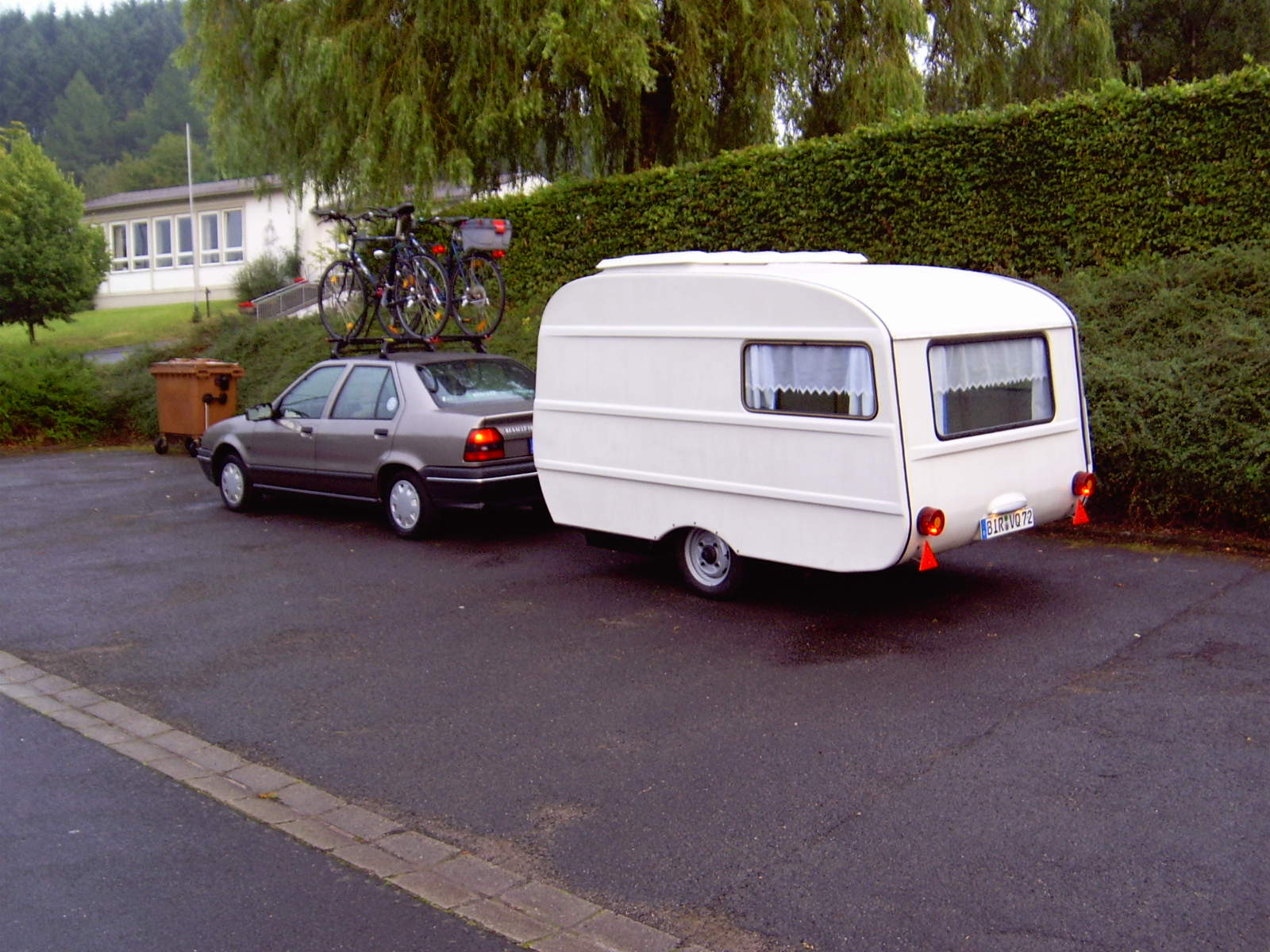
QEK Junior

Der QEK Junior ist ein Wohnwagen aus der DDR, der zusammen mit zwei weiteren Modellen, dem QEK Aero und dem QEK 325, von 1974 bis 1990 im Rahmen der DDR-Konsumgüterproduktion hergestellt wurde.

## Allgemeines
Der QEK Junior ist ein einachsiger Wohnanhänger mit selbsttragendem, nur im Bereich der Fensterlinie isolierten Polyesteraufbau mit Hubdach. Ursprünglich ist er für eine drei- bis vierköpfige Familie konzipiert. Inzwischen wird man mit dem Wagen vorzugsweise zu zweit auf die Reise gehen. Der Wohnwagen wurde seinerzeit entlang jener zulässigen Grenzen entwickelt, die der Trabant 601 als Zugfahrzeug setzte.

## Hersteller
Der QEK Junior wurde durch eine Arbeitsgruppe im Stammwerk Hennigsdorf des VEB Qualitäts- und Edelstahlkombinates (daher die Abkürzung „QEK“) entwickelt und in Kooperation dreier Werke des Kombinats gefertigt. Der VEB Maxhütte Unterwellenborn, Betriebsteil Schmiedefeld führte die Endmontage aus. Daher wird vom Kraftfahrt-Bundesamt im Fahrzeugbrief als Hersteller in erster Linie ISOKO Schmiedefeld angegeben. Weitere mögliche Hersteller sind CAS Staßfurt (VEB CAS Staßfurt) oder CLG Leipzig (VEB Chemieanlagenbaukombinat Leipzig-Grimma). Die Präsentation erfolgte auf der Leipziger Frühjahrsmesse 1974. Der Serienbeginn war für Juni 1974 vorgesehen, im betreffenden Jahr sollten 550 Stück hergestellt werden. Der Verkaufspreis wurde mit 6650 Mark angesetzt, womit der QEK nicht einmal die Hälfte eines Bastei oder Intercamp kostete. 1977 wurden knapp 1000 Einheiten produziert, was jedoch die kaufkräftige Nachfrage bei weitem nicht abdeckte. Für einen neuen QEK Junior kam es zu Wartezeiten von mehr als 10 Jahren.

## Varianten
Der QEK Junior wurde zunächst als HP 400.83 ohne eigene Bremse gebaut. Er hat ein Leergewicht von etwa 300 Kilogramm und ein zulässiges Gesamtgewicht von 400 Kilogramm.
Im August 1979 kam die Variante HP 500.83/2 mit hydraulischer Auflaufbremse und mechanischer Feststellbremse hinzu. Sie wiegt leer etwa 360 Kilogramm und hat ein zulässiges Gesamtgewicht von 500 Kilogramm. Auch diese Ausführung durfte von leichten Zugfahrzeugen wie Trabant 601 (nur Ausführungen ab 1967 mit Duplexbremse) oder Saporoshez geführt werden, wobei die im Fall des Trabants stärker begrenzte zulässige Gesamtmasse zu beachten war. Die Bremsanlage wurde aus Gründen der Standardisierung weitgehend vom Camptourist übernommen. Später wurde die hydraulische Auflaufbremse von einer mechanischen abgelöst und bis zum Ende der Bauzeit beibehalten. Die Ausstattung wurde nur geringfügig um die Möglichkeit einer 220 V-Fremdeinspeisung und einen PVC-Fußbodenbelag im Innenraum erweitert. Relevant war auch die größere zulässige Nutzlast, die das Mitführen von mehr Reiseutensilien im Wohnwagen bei Fahrt gestattete. Der Produktionsanteil dieser gebremsten Variante betrug zu Serienbeginn rund ein Drittel. Sie schlug beim Neuerwerb mit 8080 Mark (ohne Vorzelt) zu Buche.

## Fahrwerk
Das Fahrverhalten des QEK Junior genügt im Gegensatz zum damals parallel erhältlichen LC9-285 den Ansprüchen an einen zügig bewegten Wohnwagen. Dies liegt zum einen an dem geringen Gewicht und den geringen Abmessungen des Wagens, zum anderen hat der QEK Junior ein für Anhänger relativ aufwendiges Fahrwerk mit Einzelradaufhängung. An einem Zentralrohrrahmen sind zwei Achspendel (mittig gelagerte Dreiecks-Querlenker) aufgehängt, die mit Schraubenfedern und Anschlaggummis gefedert werden. Serienmäßige Stoßdämpfer lassen Schwingungen schnell abklingen. Diese Konstruktion wurde sowohl beim HP 400.83 als auch beim HP 500.83 verwandt. Lediglich die Bremsanlage wurde hinzugefügt. Die Räder sind mit denen des Trabant identisch (Bereifung 5.20—13). Im zeitgenössischen Testbericht wurden die Spurtreue und das gute Fahrverhalten auch auf unebenem Untergrund hervorgehoben.
Die hydraulische Auflaufbremse beim HP 500.83/2 ist heute ein Exot, war im Anhängerbau der DDR aber Standard. So wurden auch die Wohnwagentypen Bastei und Intercamp, bis 1984 auch der Wohnzeltanhänger Camptourist mit hydraulischem Bremssystem ausgestattet. Vorteil der hydraulischen Auflaufbremse ist ihre gleichmäßige Wirkung, Nachteil ist der höhere Wartungsaufwand gegenüber rein mechanischen Auflaufbremsanlagen. So wurde in der DDR nach und nach ein Anhängertyp nach dem anderen auf mechanische Auflaufbremsen umgestellt. Auch der QEK Junior erhielt Ende der 1980er-Jahre ein solches Bremssystem.

## Aufbau
Der Aufbau besteht aus GFK (glasfaserverstärktes, ungesättigtes Polyesterharz, GUP), dessen oberste Schicht die Farbe enthält. Eine gewisse isolierende Wirkung wird durch die ebenfalls aus GUP bestehende Innenauskleidung erreicht. An kühlen und regnerischen Tagen ergab sich aber ein teilweise erheblicher Innenbeschlag. Starke Wärmeeinstrahlung durch die Sonne schirmte das einschalige Dach hingegen recht gut ab. Die Qualität der Klebeverbindungen zwischen den GUP-Teilen erwies sich in einem Testbericht von 1976 als verbesserungsbedürftig, stellenweise konnte Wasser eindringen. Auch sonst reichte die Verarbeitungsqualität nicht an jene der Weferlinger Wohnwagen heran.
Vorteilhaft am QEK Junior war, dass man den Wohnwagen mit etwas Glück in eine normale Garage stellen kann: Der QEK Junior hat eine Gesamtlänge von 3850 Millimetern (Aufbaulänge 2900 Millimeter), eine Gesamtbreite von 1925 Millimetern und eine Gesamthöhe von 2000 Millimetern. Die Stehhöhe im Innenraum ist an sich recht gering (1783 mm), sie wird aber durch das Hubdach und durch eine Vertiefung des Fußbodens vor der Küchenzeile auf ein akzeptables Maß vergrößert. Hierbei ist zu erwähnen, dass dieser Stehbereich jedoch durch die Abdeckung des Deichselrohres in zwei Hälften geteilt wird, was gelegentlich zur Stolperfalle werden kann.

## Ausstattung
Die Ausstattung des QEK Junior beschränkt sich auf das Nötigste. Der kaum wärmeisolierte Aufbau hat vier Fenster aus Kunststoff (Piacryl), die in serienmäßigem Zustand nicht ausstellbar sind. Eine ausreichende Belüftung wird aber durch das Hubdach, Zwangsbelüftung im Bodenbereich vor der Küchenzeile und durch die geteilte Eingangstür erreicht (die 1980 etwas modifiziert wurde). Wer mehr Zirkulation benötigt, wird passende Ausstellfenster nachrüsten.
Anders als beim LC9-285 ist die Sitz- und Liegefläche im QEK Junior nicht zweigeteilt und dadurch nicht so flexibel nutzbar. Stattdessen bietet eine Sitz- und Liegefläche Platz für 6 Personen auf der Sitzfläche beziehungsweise drei Erwachsenen oder zwei Erwachsenen mit zwei Kindern auf der Liegefläche von 1880 × 1860 Millimetern. Die großzügigen Platzverhältnisse in diesem Bereich werden durch beengte Bedingungen an der Küchenzeile in Kauf genommen, die sich samt eines Kleiderschranks im Bug befindet. Durch eine Mulde im Wagenboden beträgt die Stehhöhe an der Küche immerhin 1,78 m, das darüberliegende Hubdach vergrößert sie gegebenenfalls noch weiter.
Die Küche hat einen herausnehmbaren zweiflammigen Gaskocher vom Typ BAT Campy 75/1 (VEB Monsator) oder Typ Campy Foron 2000. Ein Spülbecken ohne Wasseranlage, aber mit Abfluss nach außen, wurde serienmäßig bei den frühen HP 400.83 links im Küchenblock (neben dem Kleiderschrank) eingebaut, später wurde der praktischere Einbauort rechts im Küchenblock (an der Eingangstür) gewählt. Die Küchenzeile hat einen Ober- und einen Unterschrank, die mit Schiebetüren versehen sind. Die Öffnung des Kleiderschranks hingegen wird lediglich durch einen Vorhang verschlossen.
Weitere Stauräume finden sich in den Sitztruhen, die mit Sperrholzdeckeln verschlossen werden und auf denen die insgesamt acht Schaumstoffpolster ruhen. Alle Möbel sind, wie der gesamte Aufbau, aus Polyester gefertigt. Lediglich die drei Fußbodenteile bestehen aus Sperrholz.
Außer der elektrischen Installation der Verkehrsbeleuchtung hat der QEK Junior eine 12-V Innenbeleuchtung, die von der Batterie des Zugfahrzeuges gespeist wird. Die zwei (später vier) Lampen finden sich über dem Heckfenster und an der Küchenzeile. Je nach Ausstattung hat der QEK Junior einen Transformator mit einer Leistung von 160 VA, mit dem die Innenbeleuchtung auch über einen 220-V (+6/−10 %) Netzanschluss betrieben werden kann. Wenn das Zugfahrzeug noch eine Bordspannung von 6 V hatte, konnte der Transformator durch Umklemmen auch diese Ausgangsspannung liefern. Dann mussten jedoch die 12-V Leuchtmittel gegen solche mit 6 V Nennspannung getauscht werden.
Ein QEK Junior mit Trafo
hat neben einer 12-V- auch eine 220-V (+6/−10 %) Steckdose. Ein separater Gasflaschenkasten ist beim QEK Junior nicht serienmäßig. Eine Gasflasche mit drei oder fünf Kilogramm Inhalt kann im Innenraum unter der Spüle installiert werden. Von dort aus wird auch der Gaskocher über einen Schlauch angeschlossen. Für externe Gaskästen auf der Deichsel gab es speziell auf diesen Wohnwagentyp abgestimmte Nachrüstmöglichkeiten.

## Trivia
Ein deutsches Minimal-Electro-Projekt benannte sich nach dem Wohnwagen.
Die im VEB ISOKO Schmiedefeld produzierten Wohnwagen QEK Junior wurden auf dem Schienenweg der Bahnstrecke Probstzella–Neuhaus am Rennweg ausgeliefert.